# Saelices de Mayorga
Saelices de Mayorga ist ein nordspanisches Dorf und Hauptort einer Gemeinde (municipio) mit 111 Einwohnern (Stand: 2024) in der Provinz Valladolid in der Autonomen Gemeinschaft Kastilien-León. 

## Lage und Klima
Saelices de Mayorga liegt in der Region Tierra de Campos auf der kastilischen Hochebene in einer Höhe von ca. 780 m. Die Provinzhauptstadt Valladolid befindet sich mit ihrem Stadtzentrum etwa 80 Kilometer (Fahrtstrecke) südöstlich. 
Das Klima im Winter ist durchaus kalt, im Sommer dagegen warm bis heiß; die eher spärlichen Regenfälle (ca. 550 mm/Jahr) fallen überwiegend im Winterhalbjahr.

## Bevölkerungsentwicklung
| Jahr      | 1970 | 1981 | 1991 | 2001 | 2011 | 2021 |
| Einwohner | 407  | 299  | 226  | 191  | 139  | 113  |

## Sehenswürdigkeiten
- Petri-Ketten-Kirche (Iglesia de San Pedro ad Vicula)

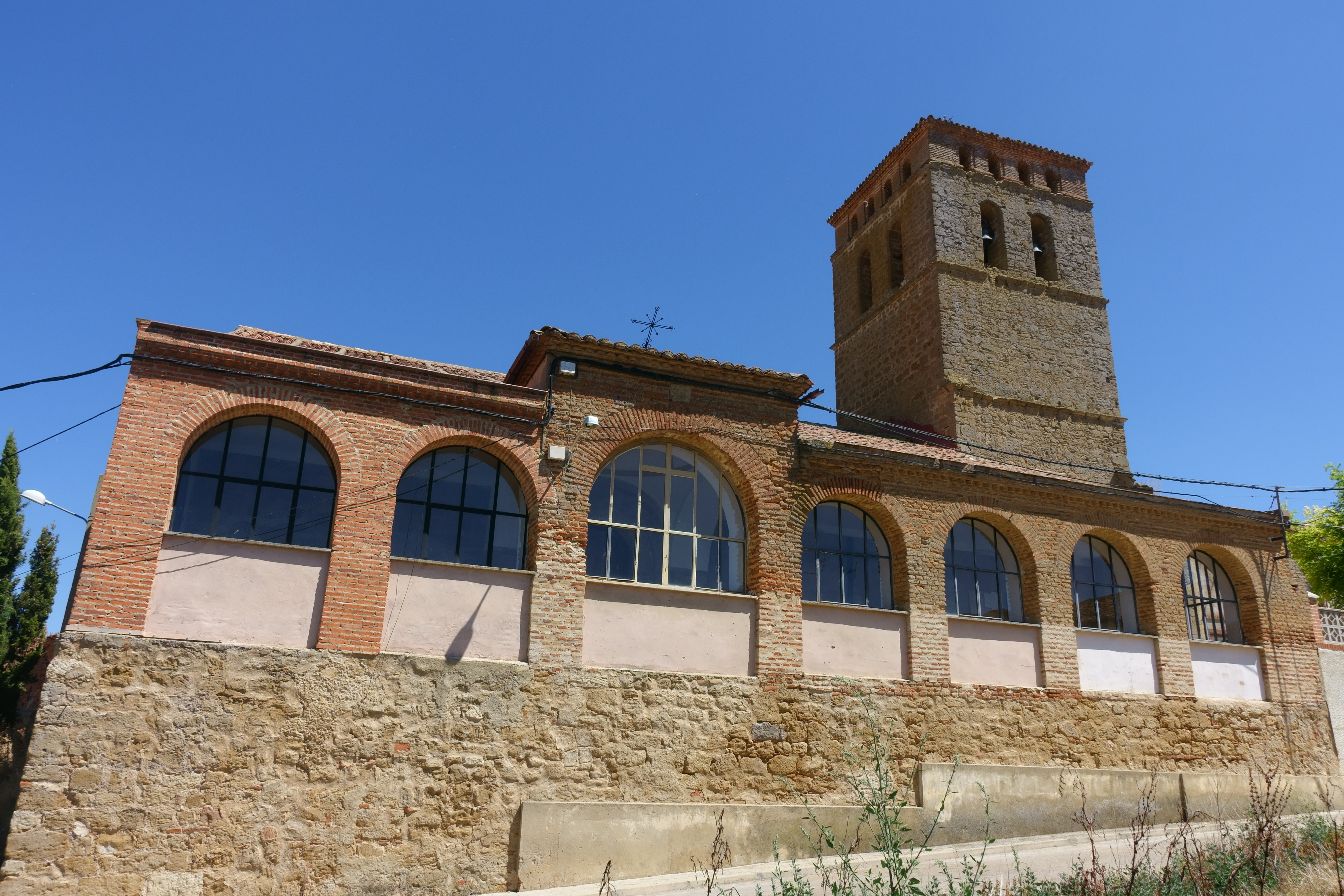
Petri-Ketten-Kirche
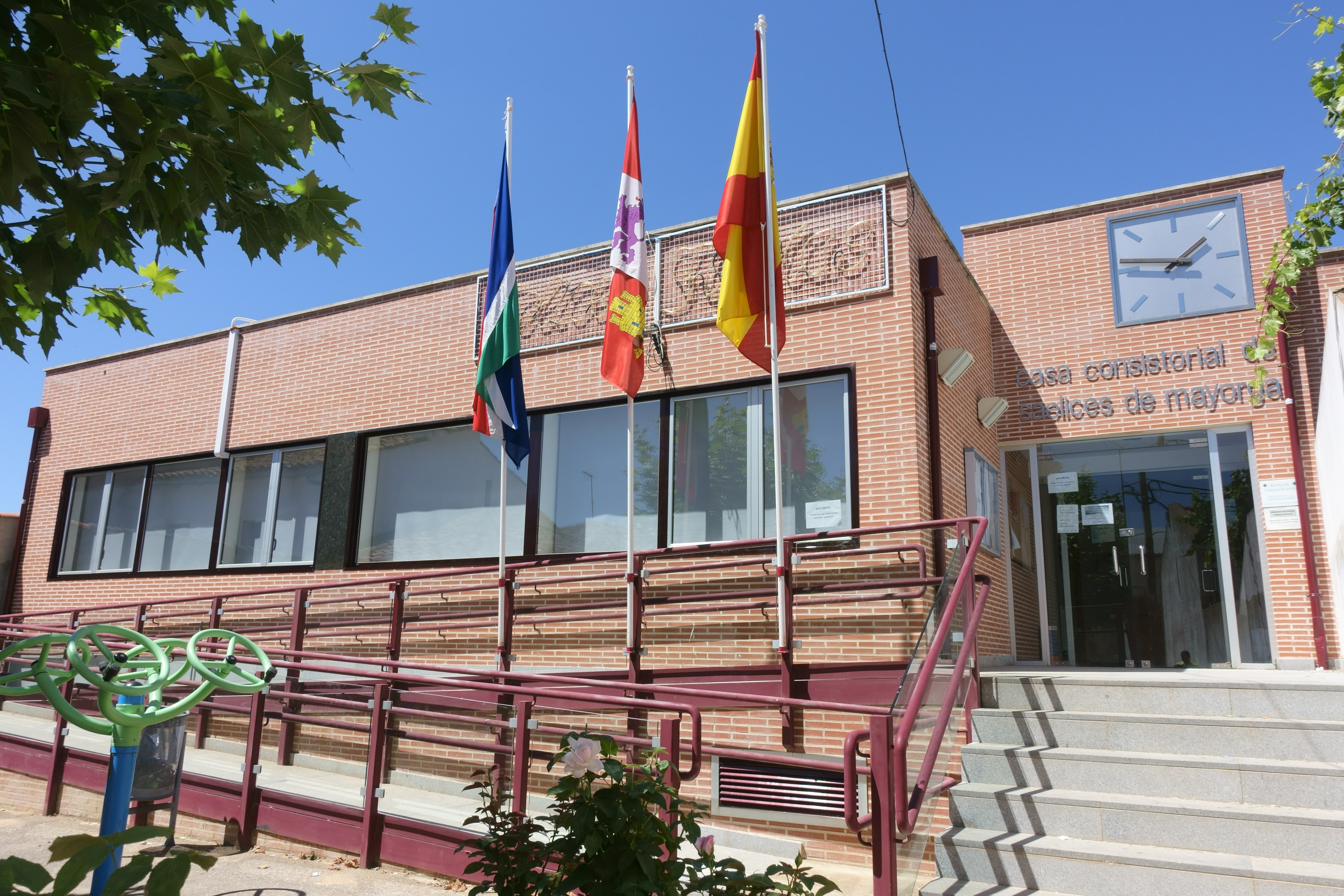
Rathaus